# .hn
A .hn Honduras internetes legfelső szintű tartomány kódja, melyet 1993-ban hoztak létre.